# Fernando Cardenal
Fernando Cardenal Martínez (Granada, 26 de enero de 1934-Managua, 20 de febrero de 2016) fue un jesuita, teólogo de la liberación nicaragüense. Fue ministro de Educación durante el gobierno sandinista de su país entre los años 1984 y 1990.

## Alfabetización
En 1980 estuvo al frente de la denominada Cruzada Nacional de Alfabetización, una campaña por la alfabetización en Nicaragua que logró enseñar las primeras letras a más de medio millón de personas, un tema que siempre fue de su interés.

## Suspensión
El 4 de febrero de 1984 –en el marco de la Guerra Fría,– el papa Juan Pablo II suspendió a divinis del ejercicio del sacerdocio, a los sacerdotes
Ernesto Cardenal (59),
Fernando Cardenal (50),
Miguel d'Escoto (51) y
Edgard Parrales,
debido a su adscripción a la teología de la liberación.
Treinta años después, el 4 de agosto de 2014, el papa Francisco levantó esa suspensión.
Por su vinculación con el sandinismo y la teología de la liberación, alegando "objeción de conciencia" (circunstancial) tuvo que abandonar la Compañía de Jesús, al ser incompatible su condición de religioso con la de político. Más tarde volvió a ser readmitido, cumpliendo su noviciado, único caso en la historia de la Compañía de Jesús.